# Arizona State Route 99
Die Arizona State Route 99 (kurz AZ 99) ist eine State Route im US-Bundesstaat Arizona.
Die State Route beginnt südlich von Winslow, am Apache Forest und endet nahe Leupp im Navajo-Nation-Reservation. Sie verläuft gemeinsam mit der Arizona State Route 87 durch Winslow und nutzt westlich der Stadt für etwa zehn Kilometer die Trasse der Interstate 40 und des U.S. Highways 180. Dieser Abschnitt gehörte zur ehemaligen Route 66.